# 梅阿里库尔
梅阿里库尔（法語：Méharicourt，法語發音：[meaʁikuʁ]）是法国上法蘭西大區索姆省的一个市镇，属于蒙迪迪耶区。

## 地理
梅阿里库尔（49°47'55"N, 2°43'55"E）面积7.01 平方千米，位于法国上法蘭西大區索姆省，该省份为法国北部沿海省份，北起加来海峡省和北部省，西接滨海塞纳省和大西洋英吉利海峡，南至瓦兹省，东临埃纳省。
与梅阿里库尔接壤的市镇（或旧市镇、城区）包括：富克库尔、利翁斯、莫库尔、桑泰尔地区罗西耶尔、桑泰尔地区鲁夫鲁瓦、弗雷利、瓦尔维莱尔。
梅阿里库尔的时区为UTC+01:00、UTC+02:00（夏令时）。

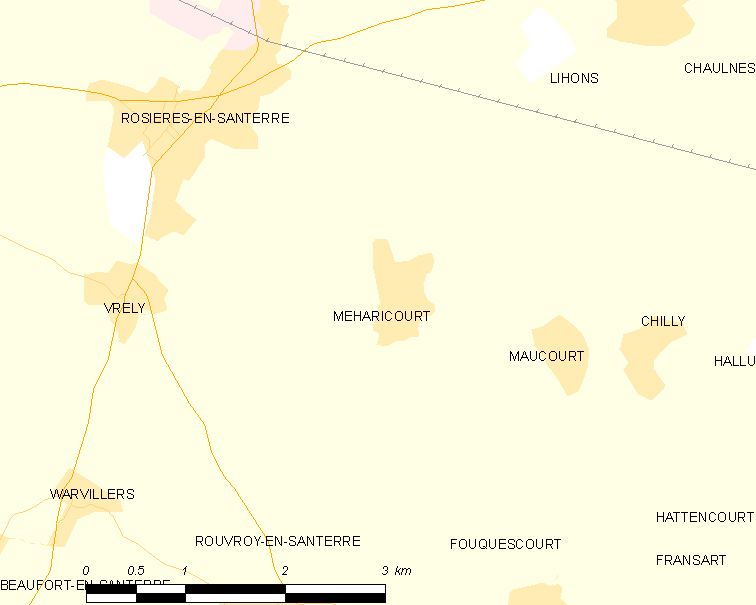
梅阿里库尔的OSM定位图

## 行政
梅阿里库尔的邮政编码为80170，INSEE市镇编码为80524。

## 政治
梅阿里库尔所属的省级选区为莫勒伊县。

## 人口

1962-2008年间梅阿里库尔人口变化图示

梅阿里库尔于2022年1月1日时的人口数量为551人。